# Macaron de Boulay
Le macaron de Boulay est un petit gâteau moelleux à l'amande, spécialité de la commune de Boulay-Moselle. Il est vendu en boîtes de 500 ou de 250 grammes.

## Histoire
L’histoire de ces macarons débute en avril 1854, date à laquelle Binès (dit Benoît) Lazard, négociant en vins, qui tient le Café National à proximité de la mairie, et fabrique également le pain azyme pour la pâque juive, finalise avec son épouse la recette des macarons et les distribue à la demande,.
Bien que le secret de fabrication soit jalousement préservé, une familière de la maison livre la recette à sa cousine qui ouvre une boutique concurrente à Boulay, les Macarons Koch, qui cesseront leur activité en 1966,. Les deux entreprises coexistent durant une centaine d'années et commercialisent leurs macarons dans la traditionnelle boîte de carton rouge imprimée de lettres noires.
En 1963, la famille Lazard, sans descendance, cède la recette à Mme Francine Alexandre. La fabrication est transférée à l’adresse actuelle qui était encore à l’approche de la Seconde Guerre mondiale, la boucherie Alexandre et qui faisait depuis la fin de la guerre, office de lieu d’habitation de la famille.
En 1994, la fabrication est reprise par Jacques Alexandre, le fils de Francine et de Jean.
La marque Macarons de Boulay est aujourd’hui déposée.
En 2015, les Macarons de Boulay obtiennent le Label Entreprise du patrimoine vivant.

## Le macaron
Au travers de ces cent-soixante années d’existence, la composition n’a pas changé.
Il n’existe qu'un seul parfum, et qu'un seul modèle (à l'exception des « mini-macarons » fabriqués pour certaines occasions telles que des mariages).
Ils sont constitués d'amandes fraîches, de sucre et de blancs d’œufs.
Aucun colorant ni conservateur ou exhausteur de goût n'est utilisé.
Aujourd’hui encore, les macarons sont dressés, un par un, à la cuillère d'argent.